# Jetour

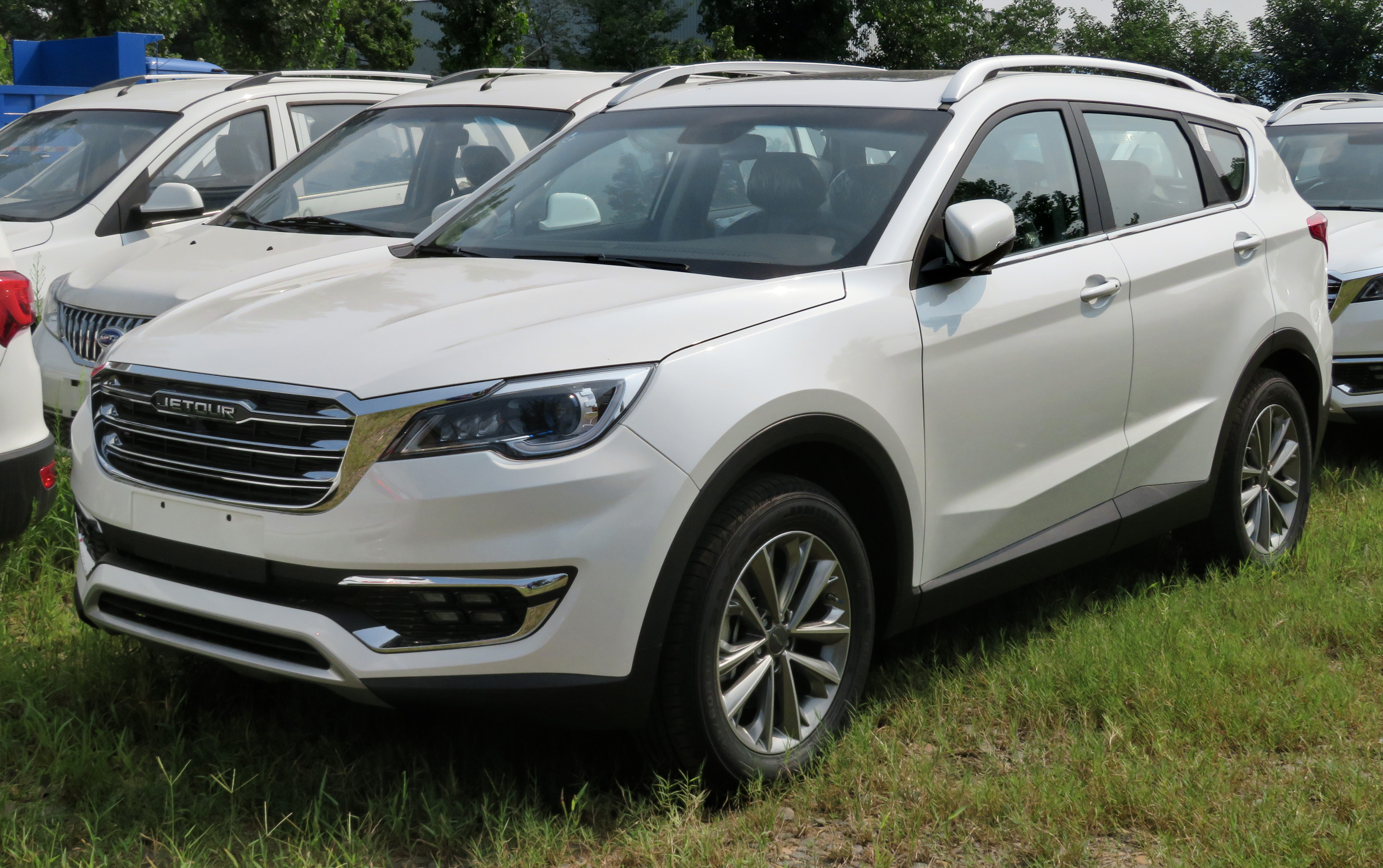
Jetour X70

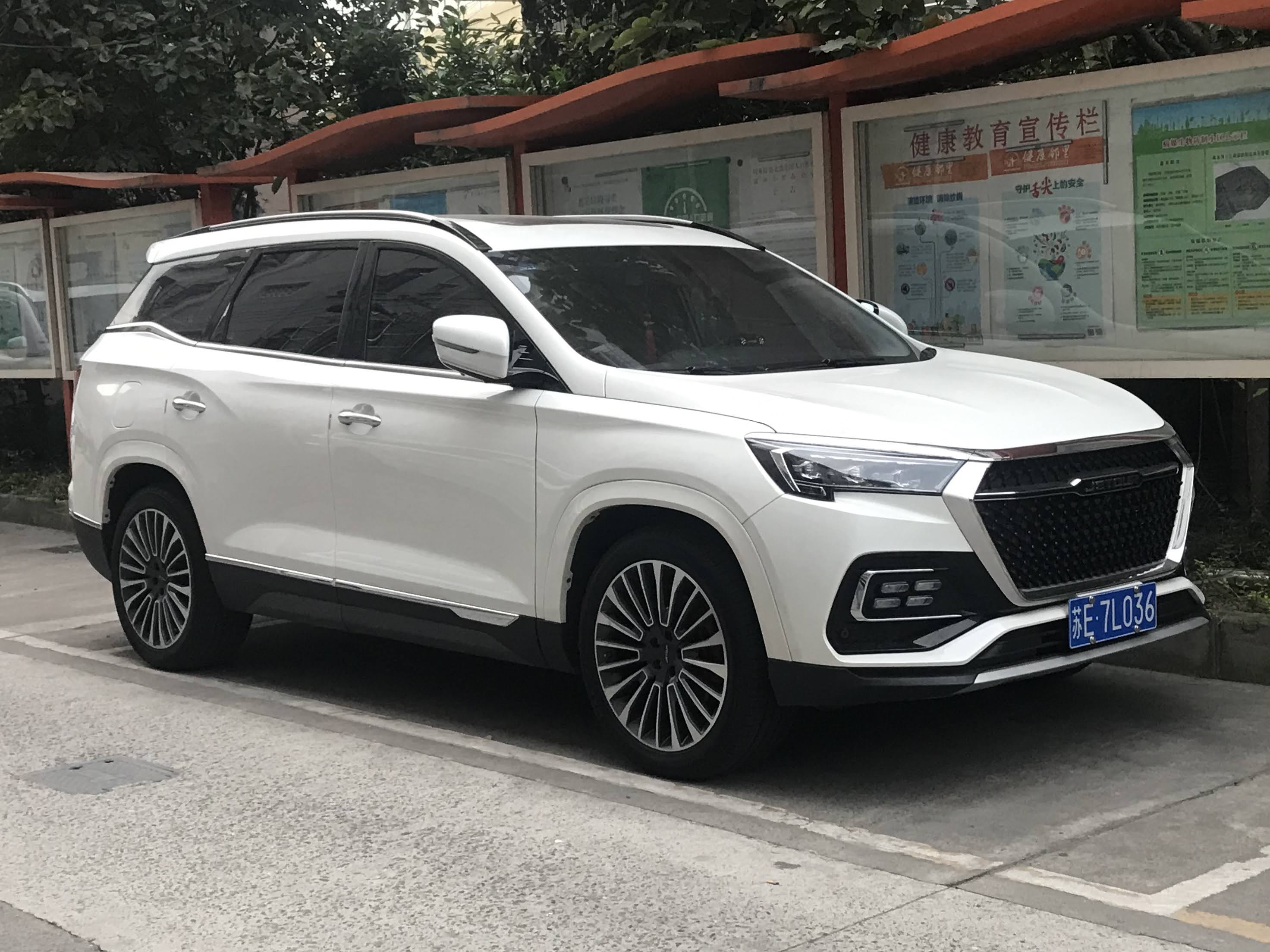
Jetour X95

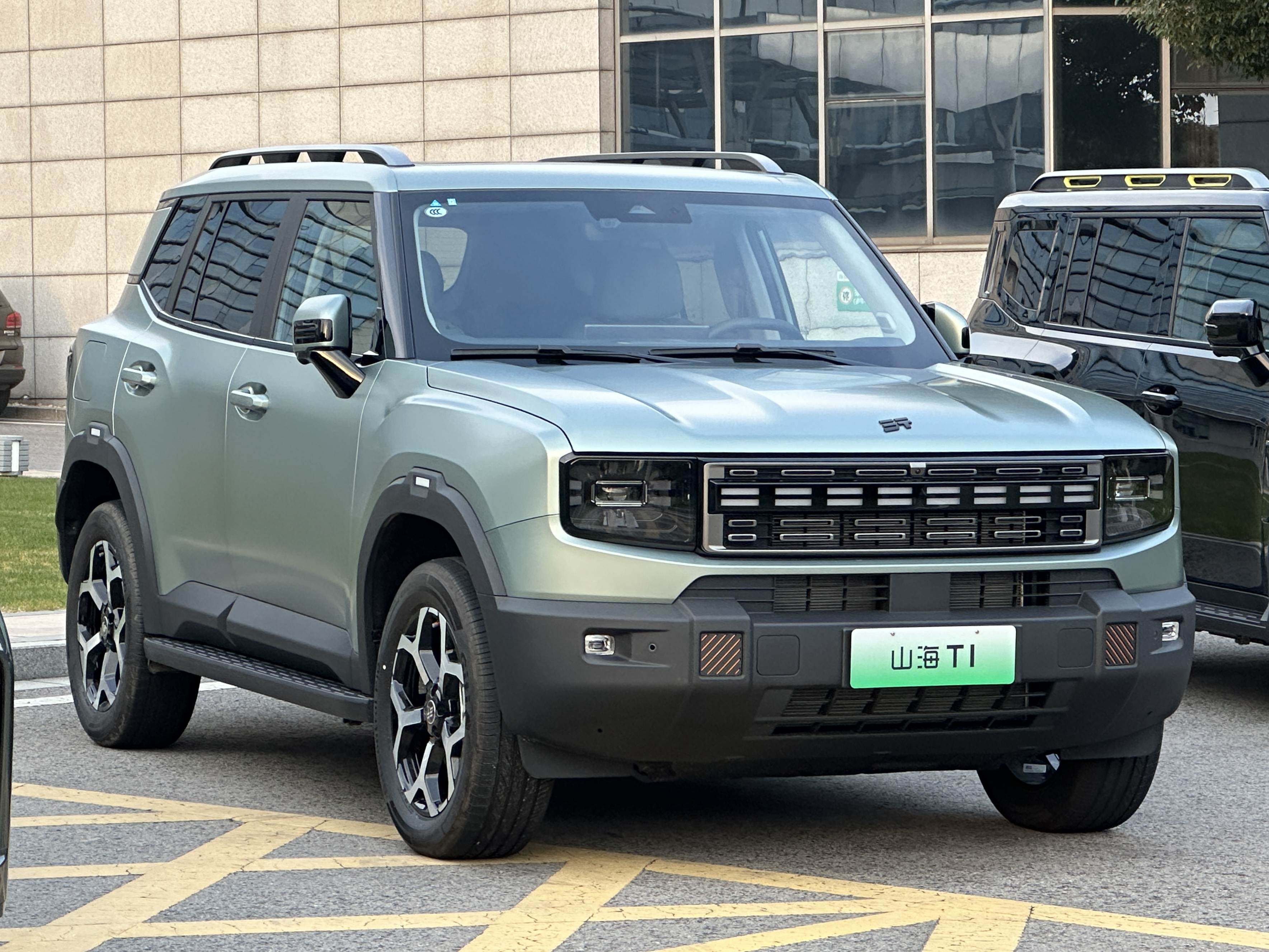
Jetour Shanhai T1

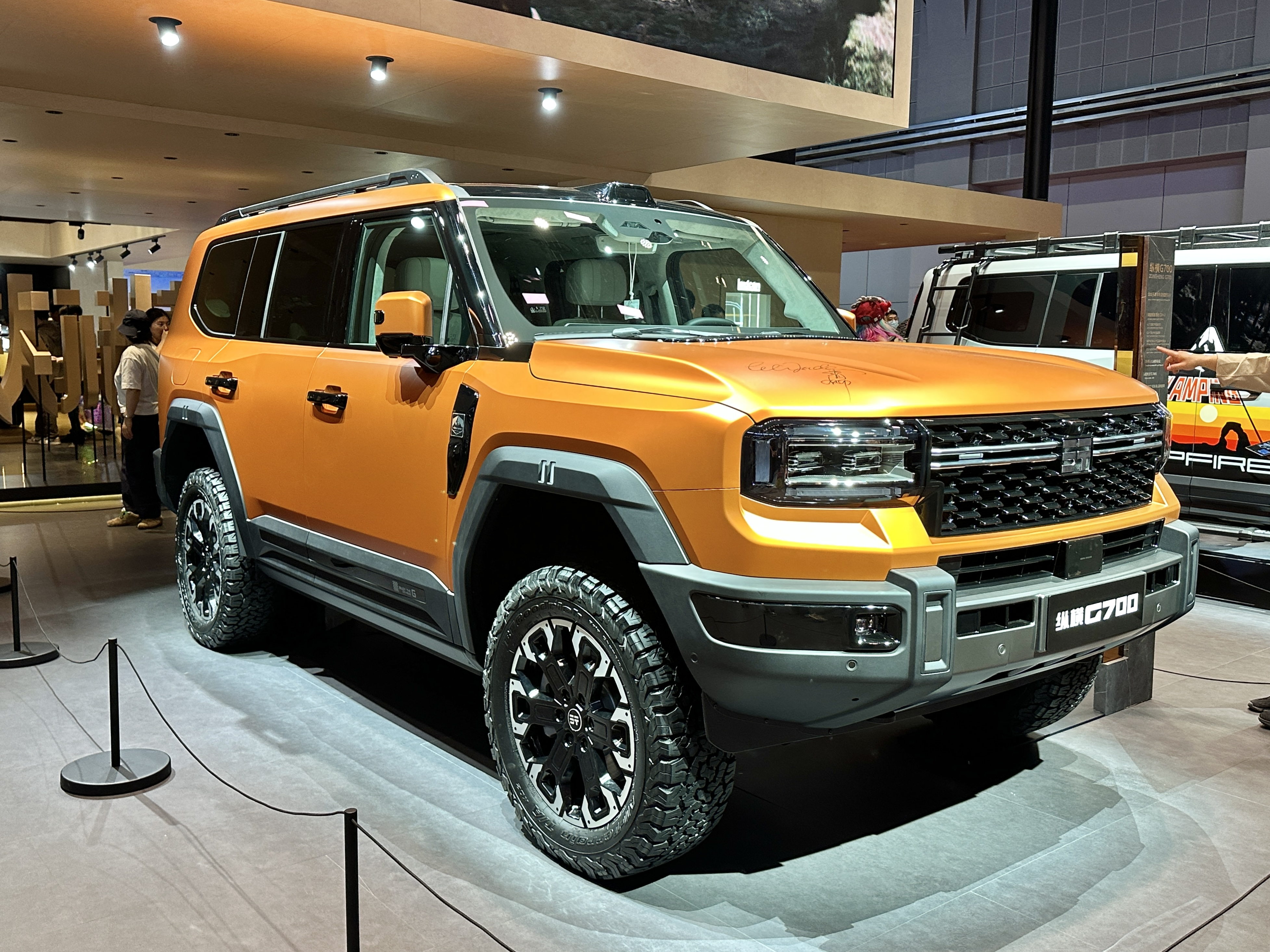
Jetour Zongheng G700

Jetour ist eine Automarke aus der Volksrepublik China.

## Markengeschichte
Chery Automobile aus Wuhu verwendet diese Marke seit 2018 für Automobile. Seit April 2024 werden Fahrzeuge der Marke auch bei Avtotor im russischen Kaliningrad gebaut. Im Januar 2025 wurde die Submarke Zongheng vorgestellt.

## Fahrzeuge
Im Sommer 2018 wurde das SUV X70 eingeführt. Im März 2019 folgte der etwas größere X90. Im Dezember 2019 ergänzte der noch größere X95 das Sortiment. Die auf dem X70 basierenden X70 Coupé und X70 Plus kamen im Laufe des Jahres 2020 in den Handel. 2021 wurde der auf dem X90 aufbauende X90 Plus vorgestellt. 2022 folgte der Dasheng. Anfang 2023 debütierte der Traveller. Im September 2023 folgte das Hybrid-SUV Shanhai L9, im Oktober 2023 der Shanhai L6 und im November 2023 der Shanhai L7. Der X90 Pro wurde im Februar 2024 vorgestellt. Er ähnelt dem Shanhai L9. Ein weiteres Hybrid-SUV ist der X70 C-DM. Der Shanhai T2 ist ein Plug-in-Hybrid auf Basis des Traveller. Weiter Plug-in-Hybride sind der Shanhai T1 und der Shanhai T5. Nur für Russland geplant ist der X50, der im Juli 2024 vorgestellt wurde. Der Freedom basiert auf dem Shanhai T1 und kam im Februar 2025 in den Handel. Der Shanhai L7 Plus wurde im April 2025 auf der Shanghai Auto Show vorgestellt. Ein Elektroauto ist der eVT5, der auf dem Chery Tiggo 5X basiert und zunächst im Mai 2025 in Malaysia vorgestellt wurde. Im Juni 2025 wurde der X70L gezeigt.
Das erste Modell der Submarke Zongheng ist der 5,20 Meter lange Jetour Zongheng G700, der im Januar 2025 präsentiert wurde.

## Verkaufszahlen in China
Zwischen 2018 und 2021 sind in der Volksrepublik China insgesamt 463.739 Neuwagen von Jetour verkauft worden. Mit 154.077 Einheiten war 2021 das erfolgreichste Jahr.
| Jahr                             |      |  | Stück   |         |
| 2018                             | 2018 |  | 40.009  | 40.009  |
| 2019                             | 2019 |  | 138.950 | 138.950 |
| 2020                             | 2020 |  | 130.703 | 130.703 |
| 2021                             | 2021 |  | 154.077 | 154.077 |
| Verkaufszahlen in China, Quelle: |      |  |         |         |

Die Zahlen für 2018 beziehen sich komplett auf den X70. 2019 erreichte er 128.129, 2020 85.912 und 2021 124.647 Verkäufe. Auf den X90 entfielen 2019 8.818, 2020 41.818 und 2021 29.430 und auf den X95 2019 2.003 und 2020 2.973 Verkäufe.